# Těchlovice (district de Hradec Králové)
Pour les articles homonymes, voir Těchlovice.
Těchlovice (en allemand : Tichlowitz) est une commune du district de Hradec Králové, dans la région de Hradec Králové, en République tchèque. Sa population s'élevait à 358 habitants en 2022.

## Géographie
Těchlovice se trouve à 9 km à l'ouest du centre de Hradec Králové et à 93 km à l'est-nord-est de Prague.
La commune est limitée par Dolní Přím au nord, par Stěžery au nord, à l'est et au sud-est, par Hvozdnice au sud, et par Libčany et Radíkovice à l'ouest.

## Histoire
La première mention écrite de la localité date de 1318.

## Transports
Par la route, Těchlovice se trouve à 12 km de Hradec Králové et à 108 km de Prague. 